# United Religions Initiative
L’United Religions Initiative (URI) est une organisation non gouvernementale internationale pour un dialogue interreligieux vecteur de paix et de justice. Elle rassemble des associations locales qui incitent les citoyens à construire des ponts entre les différences religieuses et culturelles et à œuvrer ensemble pour le bien commun. La mission de United Religions Initiative est de promouvoir une coopération interreligieuse quotidienne et durable, de mettre fin à la violence au nom des religions et de créer une culture de paix, de justice et de respect pour la Terre et tous les êtres vivants. 
Elle a depuis 2000 un statut consultatif à l'Organisation des Nations unies, et un mémorandum d'entente avec le Conseil économique et social des Nations unies, le Fonds des Nations unies pour la population, et l'Office des Nations unies pour la prévention du génocide et la responsabilité de protéger. 

## Organisation
L'URI est composée de plus de 800 cercles de coopération (CC) dans plus de 100 pays à travers le monde. Les CC sont des assemblées de sept personnes ou plus représentant trois convictions, y compris les athées et les agnostiques, qui travaillent sur des sujets communs. Les membres du CC sont situés dans l’une des huit régions, certains s'étendent sur plusieurs régions. Les bureaux régionaux de l'URI se trouvent dans les pays suivants : Pakistan, Nigeria, Djibouti, Afrique du Sud, Ouganda, Kenya, Jordanie, Allemagne, Australie, Cambodge, Amérique Latine et États-Unis. Son siège international est à San Francisco. 

## Histoire
La charte de l'URI a été élaborée à partir la vision du fondateur, William E. Swing, au moyen d’une série de conférences internationales et est signée par plus de 200 personnalités lors d'une cérémonie à Pittsburgh, aux États-Unis, le 26 juin 2000.
Avant la signature officielle de la charte de l'an 2000, les membres de l'URI du monde entier participaient à un projet intitulé « 72 heures pour la paix », dans lequel plus de 250 organisations locales unies dans des projets de promotion œuvraient en même temps pour la paix et la justice,. 